# Computronium
Le Computronium est un matériau hypothétique proposé par Norman Margolus et Tommaso Toffoli de l'Institut de Technologie du Massachusetts en 1991. Le computronium désigne la substance la plus élémentaire possible pouvant traiter de l'information et pouvant ainsi être utilisée comme matière programmable. Le computronium est un substrat pour une modélisation informatique permettant de simuler pratiquement n'importe quel objet réel. Le computronium peut également désigner l'arrangement de la matière la plus optimale possible pour utiliser cette matière en dispositif de calcul.

## Principe
Pour pouvoir traiter de l'information, le computronium doit présenter une dynamique de sorte que son état futur dépende d'une certaine manière, si possible contrôlable voire programmable, de son état présent. Au niveau microscopique, le computronium ne doit pas être nécessairement complexe. Dès qu'un dispositif peut effectuer certaines opérations logiques élémentaires, il est universel et peut être programmé pour effectuer le même calcul que n'importe quel autre ordinateur s'il possède suffisamment de temps et de mémoire.
Un système avec une énergie moyenne E peut effectuer un maximum de 4E / h opérations logiques élémentaires par seconde, où h est la constante de Planck. La performance des meilleurs ordinateurs d'aujourd'hui est d'environ 38 ordres de grandeur inférieure à celle-ci.

## Perceptronium
Le perceptronium est une extension du computronium et désigne la substance la plus élémentaire qui soit capable de se sentir subjectivement consciente de soi.

## Dans la culture populaire
Dans le Le Guide du voyageur galactique de Douglas Adams, la Terre entière est dépeinte comme constituée de matière programmable, utilisée pour trouver la question à la Réponse à la Vie, l'Univers et Tout.
Charles Stross utilise le terme dans Accelerando.
Greg Egan utilise le terme dans Zendegi.
Dans l'Espace de la Révélation de Alastair Reynolds, une étoile à neutrons appelé Hadès est converti en un immense super-ordinateur. Le neutronium de l'Hadès est un computronium.
Dans le Bras d'Orion, le Projet computronium Univers désigne toute forme de matière capable d'effectuer un calcul, y compris le cerveau humain.
Dans le livre de Charles Stross et Cory Doctorow, The Rapture of the Nerds, le Soleil est entouré par des sphères de Dyson de computronium hébergeant une singularité technologique.